# Húsavík
Húsavík (pl. zatoka domów) – rybackie miasto położone na północnym wybrzeżu Islandii (wschodni brzeg zatoki Skjálfandi), w gminie Norðurþing, w historycznym okręgu Suður-Þingeyjarsýsla, w regionie Norðurland eystra. W 2018 r. zamieszkiwało je 2323 osób.
Prawa miejskie miasto uzyskało w 1950 r.  Doskonale rozwinięta turystyka, dostępne noclegi o różnym standardzie. Miasto słynie najbardziej z wypraw na obserwacje wielorybów. W Europie jest to największe centrum obserwacyjne tych morskich ssaków, otwarte dla turystów 20 czerwca 1998 r. W Húsavík jest drewniany Kościół zbudowany w 1907 r. a także dostępne duże muzeum, biblioteka, basen. Húsavík, jako że położony jest nieco tylko na południe od koła podbiegunowego, cieszy się w lecie 24-godzinnym światłem dziennym. Zimą panują tu długie ciemności i można obserwować piękne zorze.
W parku miejskim Skrúðgardin, założonym w 1975 r., rośnie ponad 50 gatunków drzew i krzewów.
Miasto znajduje się na wprost gór Kinnarfjöll, leżących po drugiej stronie zatoki. Húsavík, to doskonałe centrum zarówno dla turystów indywidualnych, jak i dla grup zorganizowanych.  Z miasta można się wybrać różnymi szlakami pieszymi w ciekawe tereny, np. wzdłuż zatoki, na górę Húsavíkurfjall lub wokół jeziora Botnsvatn, gdzie można bezpłatnie powędkować (pstrągi).
Mimo że w Húsavíku rozwinęło się głównie rybołówstwo i przetwórstwo ryb, to miasto słynie jednak najbardziej z wypraw na obserwacje wielorybów, które można odbyć właśnie startując z tego miasta. Jest to największe w Europie centrum obserwacyjne tych morskich ssaków. Turyści wypływają z portu z przewodnikiem tradycyjnymi łodziami rybackimi i z bardzo dużym prawdopodobieństwem zobaczą zawsze wieloryby. Centrum informacyjne o wielorybach znajduje się tuż obok portu i jest pierwszym i jedynym tego typu centrum na Islandii. Otwarto je dla turystów 20 czerwca 1998 r. Centrum to organizuje też latem wycieczki do pobliskiej przetwórni ryb.
Islandzkie muzeum fallologiczne, przedstawia kolekcję 150 penisów ssaków: m.in. wieloryba i niedźwiedzia polarnego
Na tym atrakcje Húsavíku się nie kończą. Kościół Húsavíkukirkja zbudowany w 1907 r. uznaje się za najpiękniejszy drewniany kościół na Islandii. W okazałym budynku muzeum mieści się muzeum ludowe, przyrodnicze, galeria sztuki i biblioteka. Basen otwarty jest od wczesnego ranka do późnych godzin nocnych.
Obecnie, w tym regionie, zyskuje na popularności turystyka zimowa. Oferta wypoczynku jest bardzo bogata: przejażdżki skuterami śnieżnymi, samochodowe safari (Super-Jeep), "przeręblowe" wędkarstwo, narciarstwo. Niesamowite wrażenie daje kontrast zamarzniętych wodospadów, śniegu i lodu z gorącymi źródłami i polami geotermalnymi położonymi w okolicy miasta.
Húsavík stanowi punkt startowy i końcowy trasy turystycznej zwanej Diamentowym Kręgiem, prowadzącej przez najciekawsze atrakcje turystyczne w okolicy.
W zatoce, gdzie dziś znajduje się miasto, przezimował Garðar Svavarsson, drugi w kolejności Wiking, który przypłynął do Islandii (w roku 863 lub 864).

## Galeria

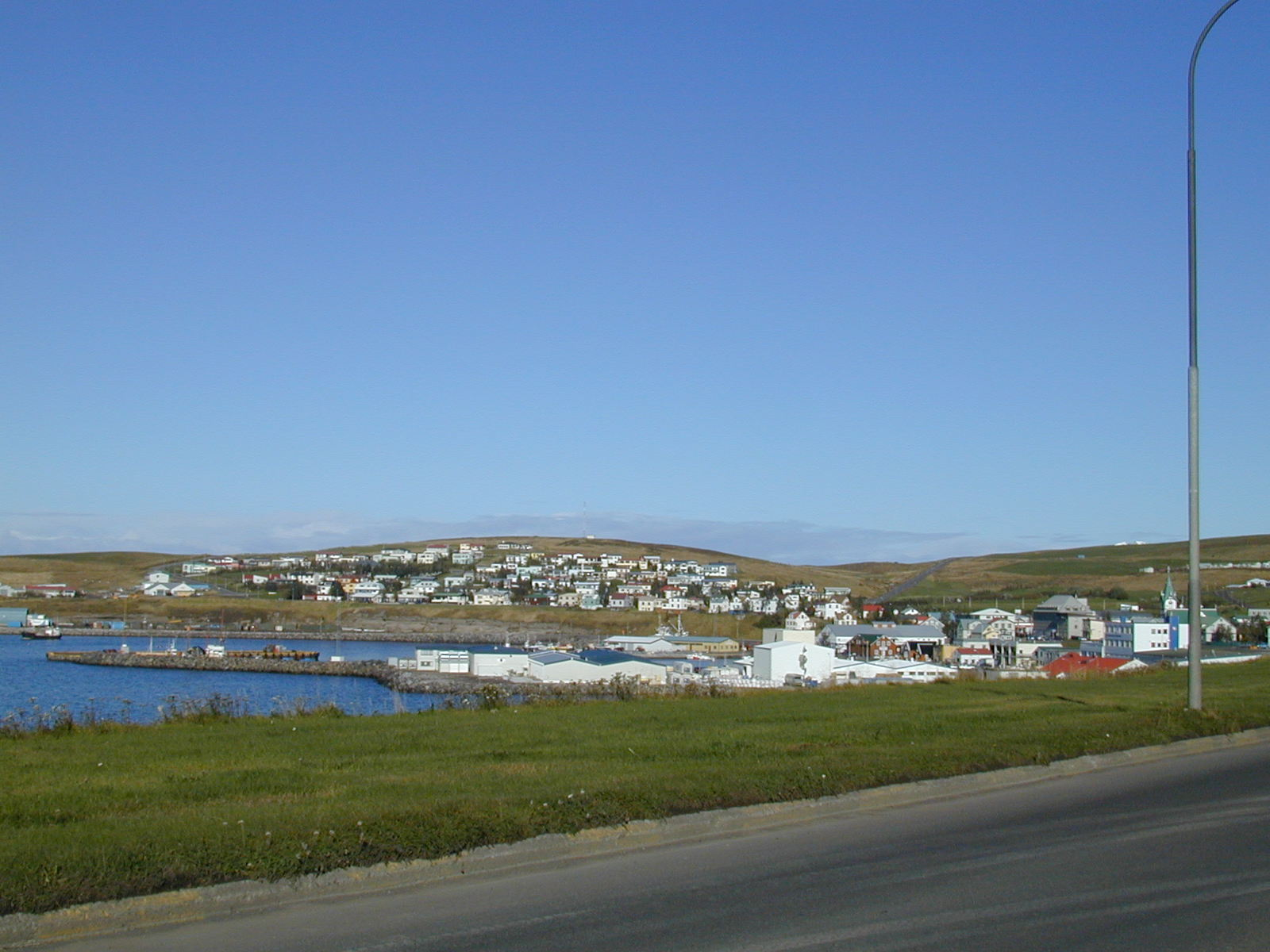
Húsavík widziany z daleka
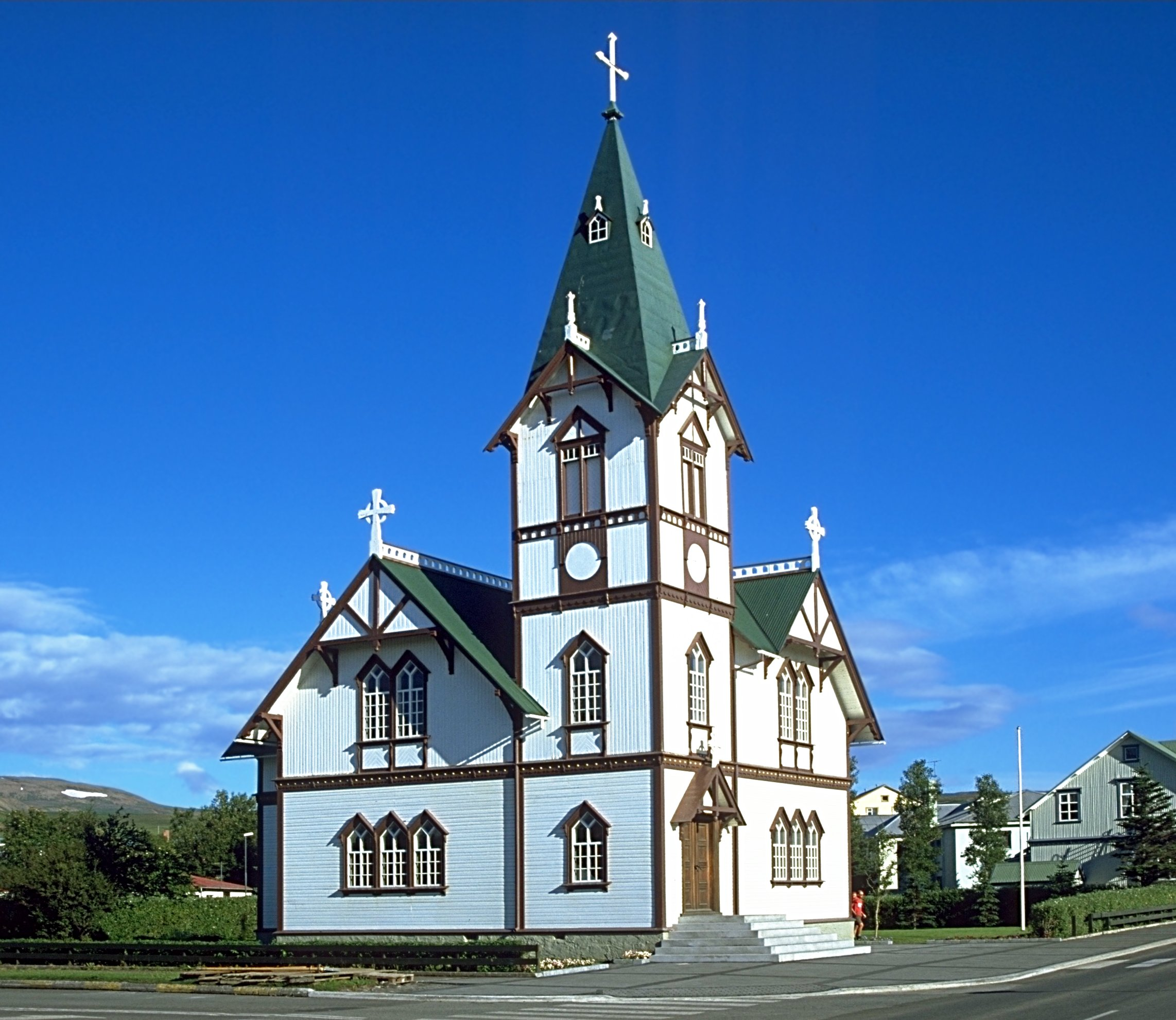
Kościół w Húsavíku z 1907
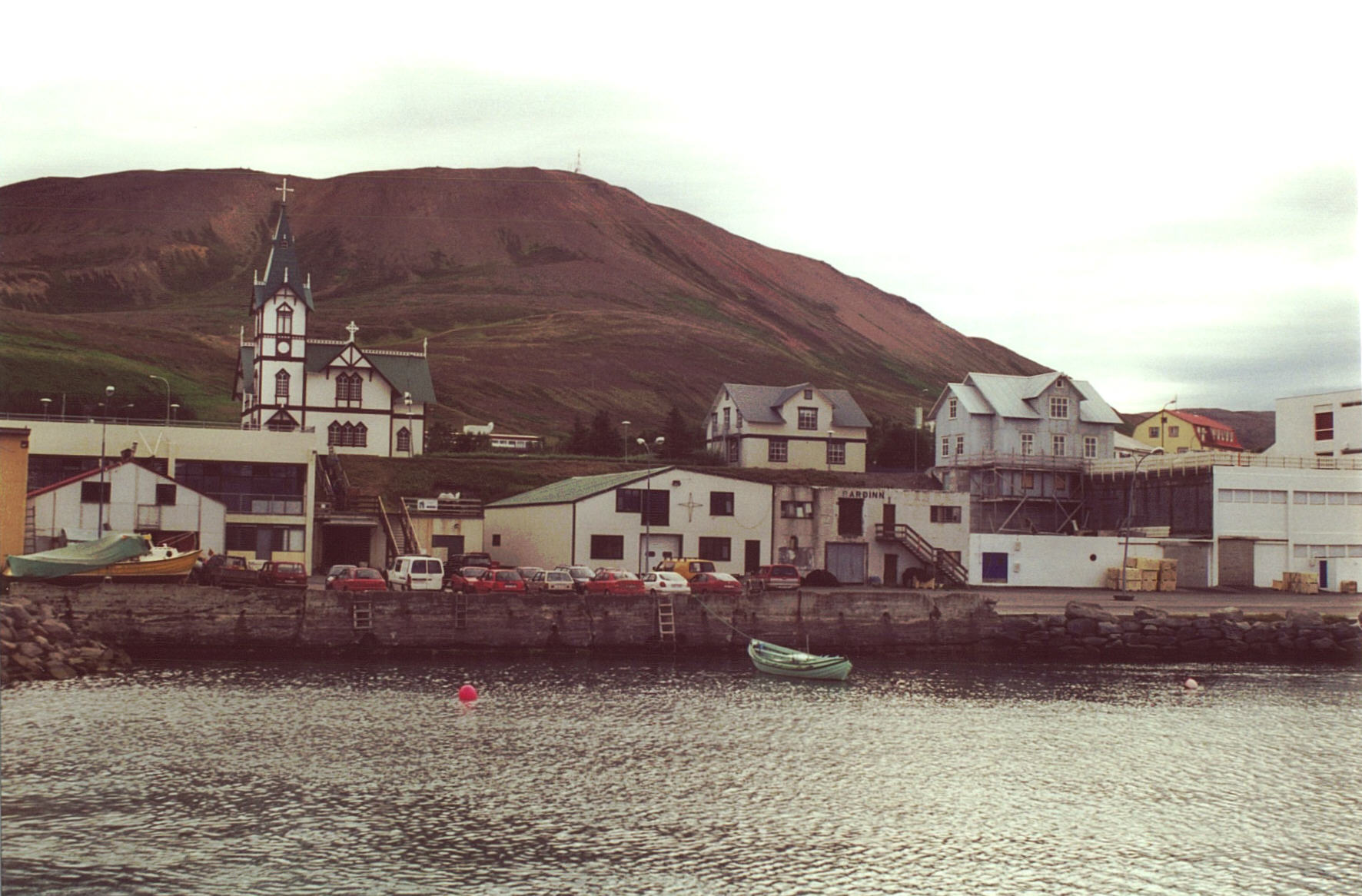
Port w Húsavíku
Port w Húsavíku nocą, lipiec 2016

## Współpraca
- Karlskoga, Szwecja
- Fredrikstad, Norwegia
- Riihimäki, Finlandia
- Aalborg, Dania
- Qeqertarsuaq, Grenlandia
- Fuglafjørður, Wyspy Owcze
- Eastport, Stany Zjednoczone